# Spaldencreutz
Spaldencreutz var en svensk adlig ätt, enligt uppgift ursprungligen från Skottland, varifrån flera släktmedlemmar redan på 1300-talet skulle ha inkommit till Sverige. Ätten har samma ursprung som ätten Spalding.
Ätten härstammade från den tituläre lagmannen Gustaf Spalding (1709-1778), som 1756 adlades och 1773 introducerades med namnet Spaldencreutz. Hans hustru var Altéa Johanna Adelswärd, vars mor tillhörde ätten Silfverström.
Ätten utgick på manssidan 1848.

## Kända medlemmar
- Johan Adolf Spaldencreutz
- Arvid Johan Spaldencreutz